# 提格雷人
提格雷人（提格雷语：ትግረ，tigre或ትግሬ，tigrē）是厄立特里亚的一个土著民族。他们主要居住在厄立特里亚的低地和北部高地，少数分布在苏丹。